# Ven Te Chow
Pour les articles homonymes, voir Chow.
Ven Te Chow (né le 14 août 1919 à Hangzhou, en Chine, et mort le 30 juillet 1981) est un ingénieur et professeur en hydrologie et en hydraulique à l'université de l'Illinois. Il est devenu citoyen américain en 1962.

## Biographie
Avec cette instrumentation unique, il a introduit un nouveau domaine de technologie connu sous le nom d'hydraulique de bassin versant. Il a également mis au point une formule de calcul de la fréquence hydrologique de drainage, une méthode de calcul des courbes de remous. 

## Œuvres
- Handbook Of Applied Hydrology, McGraw-Hill, 1988, 712p,  (ISBN 0070108110)
- Open-Channel Hydraulics, McGraw-Hill, 1959, 680p  (ISBN 0070107769)